# Szadrak, Meszak i Abed-Nego
Szadrak, Meszak i Abed-Nego (hebr. ‏שַׁדְרַך ,מֵישַׁךְ ,עֲבֵד נְגוֹ‎) – postacie z biblijnej Księgi Daniela, przede wszystkim z rozdziału 3., młodzieńcy prześladowani za wiarę, czczeni jako święci w różnych denominacjach chrześcijańskich.

## Historia
Wydarzenia związane z osobami Szadraka, Meszaka i Abed-Nega opisane zostały w starotestamentalnej Księdze Daniela. Król babiloński Nabuchodonozor zdobył Jerozolimę i uprowadził część ludności w 597 r. p.n.e. Wśród uprowadzonych byli młodzi mężczyźni szlachetnego pochodzenia: Daniel, Chananiasz, Miszael i Azariasz. Nadzorca zmienił im imiona: Danielowi na Belteszassar, Chananiaszowi na Szadrak, Miszaelowi na Meszak, Azariaszowi na Abed-Nego. Młodzieńcy postanowili, że będą powstrzymywać się od przyjmowania potraw zakazanych przez prawo żydowskie. Za wyłożenie królowi znaczenia snu Daniel i jego towarzysze zostali wynagrodzeni, zdobywając wysoką pozycję w państwie. 
Gdy Nabuchodonozor wzniósł złoty posąg, nakazał, by oddano mu cześć (kult religijny). Kto by nie wypełnił tego polecenia, miał być wrzucony do rozpalonego pieca. Młodzieńcy izraelscy, nie chcą łamać Prawa żydowskiego, nie podporządkowali się poleceniu króla, odmawiając oddania czci posągowi. Chaldejczycy donieśli o ich niesubordynacji władcy, który nakazał wykonanie postanowionej kary. Księga Daniela przytacza słowa pieśni, którą pośród płomieni Abed-Nego miał uwielbić Boga Izraela. Bóg posłał anioła, który usunął żar spośród płomieni, tak iż nie czyniły żadnej krzywdy trzem żydowskim młodzieńcom. Odpowiedzią Szadraka, Meszaka i Abed-Nega na cud było uwielbienie Boga słowami, które Księga Daniela przytacza jako hymn. Nabuchodonozor uwolnił młodzieńców, obsypując ich zaszczytami i nakazując ukaranie kogokolwiek, kto nie uszanowałby imienia Boga Izraela.

## Etymologia imion
Według tekstu biblijnego każdy z trzech wystawionych na ciężkie doświadczenie izraelskich młodzieńców nosił nadane przez Babilończyków nowe imię.
Etymologia imienia Szadrak, nadanego Chananiaszowi, jest niepewna. Być może chodzi o pejoratywną formę imienia babilońskiego bożka Marduka, bądź też imię to oznacza sługa Sina albo też rozkaz Aku, gdzie Aku to babilońskie bóstwo lunarne. Wyprowadzając etymologię z języka perskiego, imię mogłoby oznaczać mały przyjaciel króla lub jaśniejący.
Również etymologia imienia Meszak, nadanego Miszaelowi, jest niejasna. Sugeruje jego związek z babilońskim bogiem Mardukiem. Wychodząc od brzmienia babilońskiego możliwe jest przyjęcie znaczenia: związany z Mardukiem, należący do Mitry lub szybki.
Z kolei imię Abed-Nego, nadane trzeciemu młodzieńcowi, o możliwej aramejskiej etymologii, może oznaczać: sługa Nabu lub sługa światła. Jest to więc może pejoratywny wariant imienia babilońskiego boga mądrości.
W tabeli użyto tłumaczeń imion według prof. Lecha Stachowiaka z Biblii Jerozolimskiej (Biblia Tysiąclecia); znaczenia imion według Czesława Bosaka.
| Nadane imię            | znaczenie imienia nadanego | pierwotne imię hebrajskie | znaczenie imienia hebrajskiego | hebrajski (nadane) | hebrajski (pierwotne) |
| ---------------------- | -------------------------- | ------------------------- | ------------------------------ | ------------------ | --------------------- |
| Szadrak (akadyjskie)   | sługa Sina (bożka)         | Chananiasz                | Jahwe łaskawy                  | שַׁדְרַך Šaḏraḵ        | חֲנַנְיָה‎ Ḥănanyāh        |
| Meszak (babilońskie)   | związany z Mardukiem       | Miszael                   | któż jak Jahwe                 | מֵישַׁךְ Mêšaḵ         | מִישָׁאֵל‎ Mîšā’êl         |
| Abed-Nego (aramejskie) | sługa Nabu                 | Azariasz                  | Jahwe pomógł                   | עֲבֵד נְגוֹ ‘Ǎḇêḏ-Nəḡō | עֲזַרְיָה‎ Ǎzaryāh         |

## Kantyki z Dn 3 w liturgii
Grecka wersja trzeciego rozdziału Księgi Daniela w Septuagincie zawiera deuterokanoniczny Kantyk Azariasza (nazywany także modlitwą lub pieśnią) oraz Kantyk trzech młodzieńców (także Pieśń trzech młodzieńców). Tych sześćdziesięciu ośmiu wersetów nie ma w tekście semickim. Ściśle rzecz biorąc, chodzi o trzy poematy o charakterze liturgicznym.
Modlitwa Azariasza nie pasuje w swej treści do kontekstu, w którym redaktor ją umieścił w tekście księgi. Azariasz proklamuje świadomość winy Narodu wybranego, jego grzeszność i nieprawość. Młodzieńcy zaś są skazani na karę pieca za swą prawość i wierność. Kantyk trzech młodzieńców, mogący pierwotnie stanowić dwa oddzielne hymny, zawiera formuły pochwalne i wezwania skierowane do stworzenia, by uwielbiało Boga Stworzyciela. Dodanie przez redaktora modlitwy i hymnów przenosi uwagę lektora z pogańskiego władcy na Boga i jego wiernych czcicieli. Czytając tylko tekst masorecki dowiadujemy się więcej o uczuciach Nabuchodonozora niż o samych bohaterach. Modlitwa Azariasza uwydatnia pobożność i pokorę męczenników, zaś kantyk przypomina o potędze i wielkości Boga. Większość Ojców Kościoła nie podawała w wątpliwość kanoniczność wstawek z trzeciego rozdziału Księgi Daniela.
Zarówno w ciągu wieków historii chrześcijaństwa, jak i obecnie prawosławie i katolicyzm używają tekstów opisujących męczeństwo Szadraka, Meszaka i Abed-Nega. Również deuteronomiczne teksty Modlitwy Azariasza oraz Kantyku młodzieńców z trzeciego rozdziału Księgi Daniela używane są w liturgii, głównie w modlitwie brewiarza.
| Perykopa                            | sigla               | pierwszy werset                                    | godzina kanoniczna                                            |
| ----------------------------------- | ------------------- | -------------------------------------------------- | ------------------------------------------------------------- |
| Modlitwa Azariasza w piecu ognistym | Dn 3,26-27.29.34-41 | Błogosławiony jesteś, Panie, Boże naszych ojców... | Jutrznia wtorku IV tygodnia                                   |
| Kantyk trzech młodzieńców cz. 1     | Dn 3,52-57          | Błogosławiony jesteś, Panie, Boże naszych ojców... | Jutrznia niedzieli II i IV tygodnia                           |
| Kantyk trzech młodzieńców cz. 2     | Dn 3,57-88.56       | Błogosławcie Pana, wszystkie dzieła Pańskie...     | Jutrznia niedzieli I i III tygodnia oraz uroczystości i świąt |